# Suda (slovník)

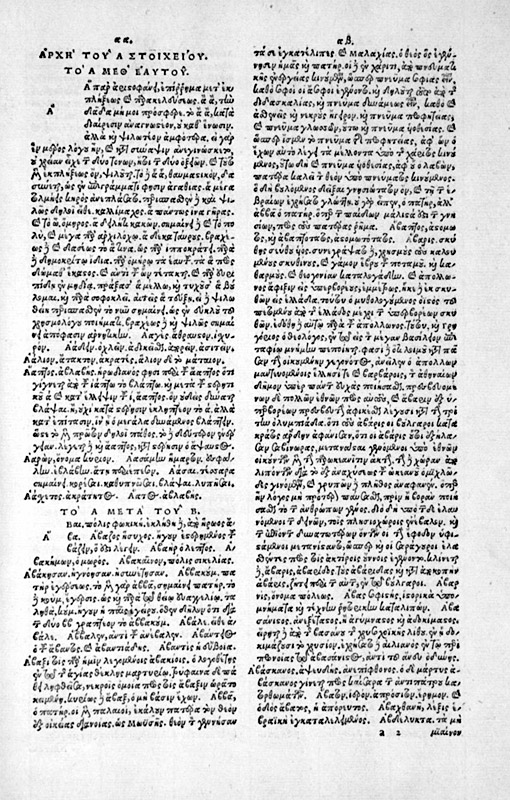
Stránka ze Sudy

Suda (řecky Σοῦδα, v řecké transliteraci Souda) je středověký byzantský encyklopedický slovník v rozsahu 30 000 záznamů sestavený ve 2. polovině 10. století neznámým autorem. Jde o kompilaci názorů a témat starověké antické literatury, která ovšem vznikla nikoli na základě pramenů, ale excerpcí (výňatků) starších slovníků.